# 4. Unter-Elsässisches Infanterie-Regiment Nr. 143
Das 4. Unter-Elsässische Infanterie-Regiment Nr. 143 war ein Infanterieverband der Preußischen Armee.

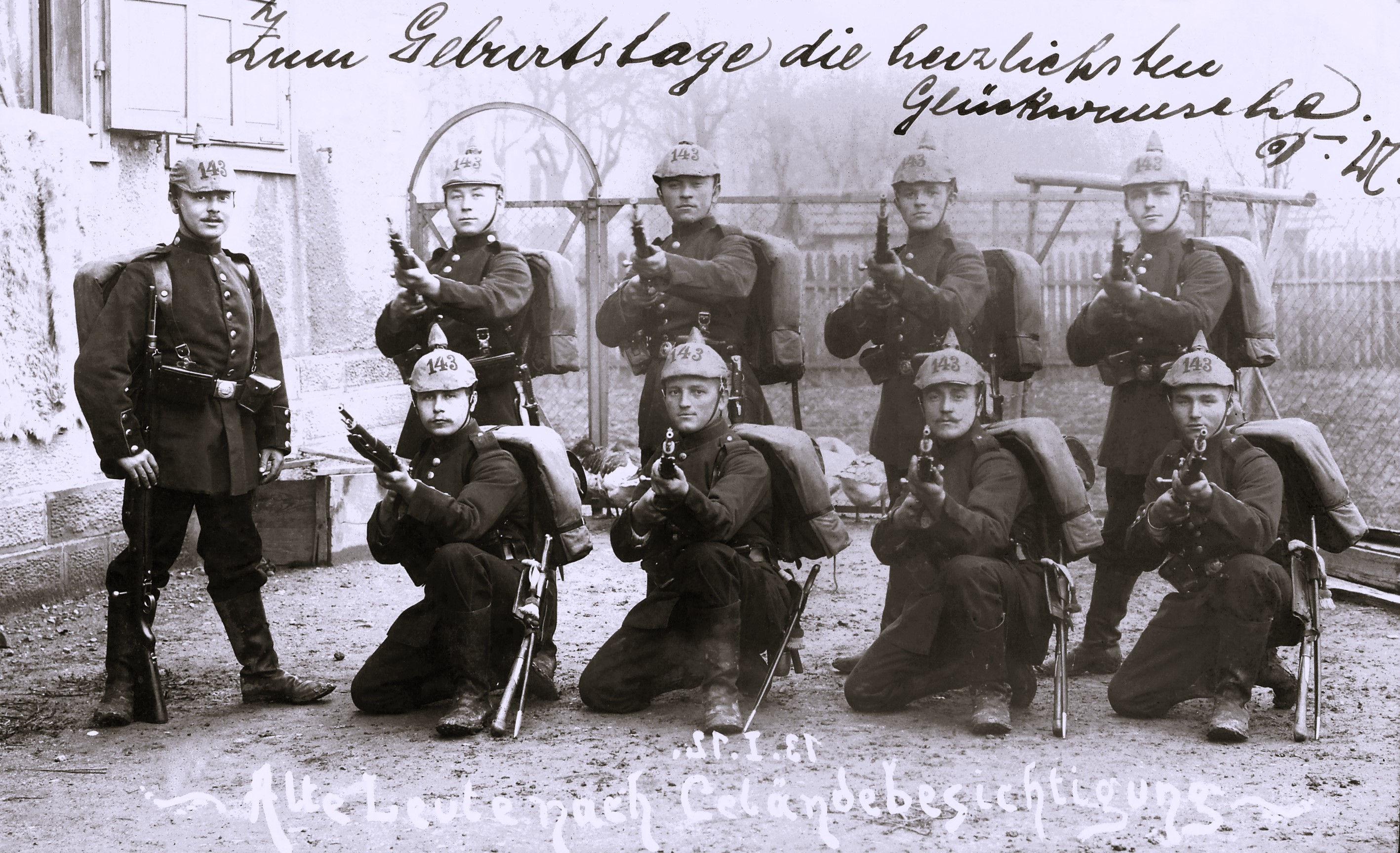
Eine Gruppe Soldaten des Regiments nach einem Übungsmarsch (1912)

## Geschichte
Der Verband wurde am 1. April 1890 aus den jeweils IV. Bataillonen der Infanterie-Regimenter Nr. 17, 80 und 83 errichtet. Die Garnison lag in Straßburg, das III. Bataillon bis 1897 in Kehl, anschließend in Mutzig. Jenes III. Bataillon war als Alarmbesatzung für die Feste Kaiser Wilhelm II. vorgesehen.
Am 2. Oktober 1893 wurde ein Halbbataillon mit der Bezeichnung IV. Bataillon errichtet. Gemeinsam mit dem Infanterie-Regiment Nr. 99 bildete es die zur 30. Division gehörende 60. Infanterie-Brigade.
Am 27. Januar 1902 erließ Wilhelm II. den Armee-Befehl, dass die bislang noch ohne landmannschaftliche Bezeichnung geführten Verbände zur besseren Unterscheidung und zur Traditionsbildung eine Namenserweiterung erhielten. Das Regiment führte daher ab diesem Zeitpunkt die Bezeichnung 4. Unter-Elsässisches Infanterie-Regiment Nr. 143.
Zum 1. Oktober 1912 erhielt das Regiment eine MG-Kompanie.

### Boxeraufstand
Anlässlich der Niederschlagung des Boxeraufstandes meldeten sich 143 Offiziere und Mannschaften freiwillig zum Dienst im Expeditionskorps nach China.

### Erster Weltkrieg

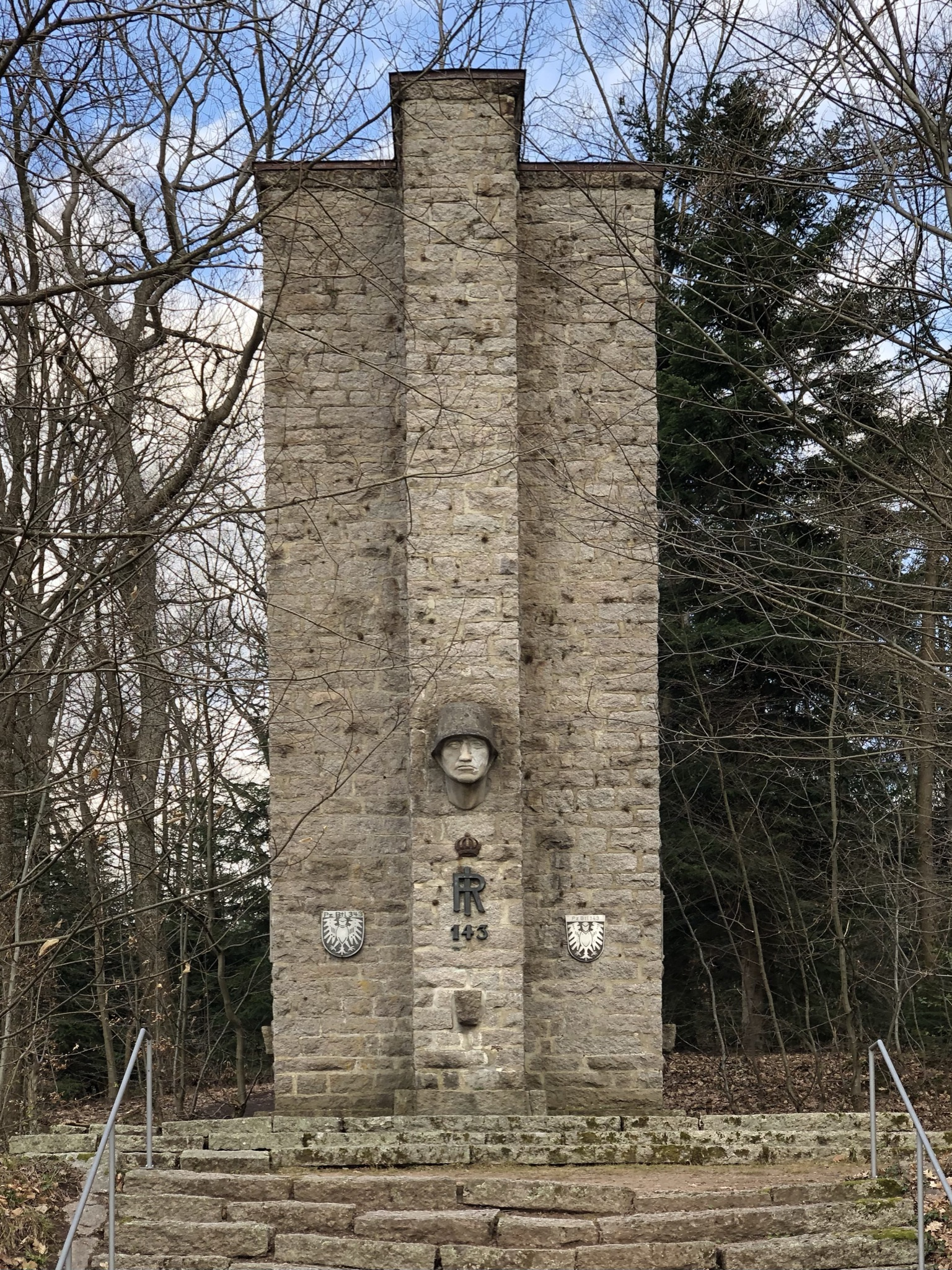
Kriegerdenkmal für das Regiment bei Burg Windeck (Bühl)

Das Regiment machte am 1. August 1914 mobil und rückte an die Westfront, wo es den ganzen Krieg im Einsatz war.

### Verbleib
Nach Kriegsende konnte das Regiment nicht mehr in seine Standorte im Reichsland Elsaß-Lothringen zurückkehren. Es diente nach dem Rückmarsch nach Deutschland in der ersten Dezemberhälfte 1918 als Grenzschutz im Westerwald. Ab 25. Dezember 1918 trafen die Reste des Verbandes in Hersfeld ein, wo ab 31. Dezember 1918 die Demobilisierung erfolgte und das Regiment schließlich am 1. April 1919 aufgelöst wurde. Bereits vor der Demobilisierung traten Teil zum Freiwilligen-Bataillon „Petri“ und zum Freiwilligen-Detachement „Gerstenberg“ über.
Die Tradition übernahm in der Reichswehr durch Erlass des Chefs der Heeresleitung General der Infanterie Hans von Seeckt vom 24. August 1921 die 12. Kompanie des 12. Infanterie-Regiments.

## Kommandeure
| Dienstgrad     | Name                   | Datum                                |
| -------------- | ---------------------- | ------------------------------------ |
| Oberst         | Gustav Mache           | 01. April 1890 bis 27. Juli 1892     |
| Oberst         | Oskar Wallmüller       | 28. Juli 1892 bis 17. April 1896     |
| Oberst         | Guido von Frobel       | 18. April 1896 bis 17. August 1898   |
| Oberst         | Karl Kuehne            | 18. August 1898 bis 17. Oktober 1901 |
| Oberst         | Heinrich Krebs         | 18. Oktober 1901 bis 18. Juni 1902   |
| Oberst         | Rudolf von Wegener     | 19. Juni 1902 bis 3. September 1906  |
| Oberst         | Gustav Küchler         | 04. September 1906 bis 14. Juni 1907 |
| Oberst         | Georg Fuchs            | 15. Juni 1907 bis 20. April 1911     |
| Oberst         | Theodor Mengelbier     | 21. April 1911 bis 26. Januar 1914   |
| Oberst         | Walter von Petersdorff | 27. Januar bis 24. September 1914    |
| Oberstleutnant | Friedrich Linker       | 25. September bis 8. November 1914   |
| Oberstleutnant | Paul Bode              | 09. November 1914 bis 30. Mai 1915   |
| Oberstleutnant | Hermann Pinter         | 31. Mai 1915 bis 11. Mai 1916        |
| Oberstleutnant | Heinrich von Dalwigk   | 12. Mai bis 15. Oktober 1916         |
| Oberstleutnant | Ulfert                 | 16. Oktober 1916 bis 23. Januar 1919 |
| Oberst         | Adolf von Kühn         | 24. Januar bis 1. April 1919         |